# Schwendt
Schwendt è un comune austriaco di 837 abitanti nel distretto di Kitzbühel, in Tirolo.